# Equipo de Copa Davis de Letonia
El Equipo de Copa Davis de Letonia representa a ese país en la máxima competición internacional masculina de tenis por países. Su ente rector es la Unión Letona de Tenis.

## Historia
Debido a la ocupación soviética, Letonia jugó su primera Copa Davis en 1993 como país independiente. Hasta 1992, los jugadores letones representaban a la Unión Soviética. El jugador letón con mejor rendimiento histórico en el equipo es Ernests Gulbis, con un récord de 37-15, sumando singles y dobles.

## Última convocatoria (2025)
- Robert Strombachs
- Daniels Tens
- Danila Folkheims
- Aleksandrs Sotikovs